# Alex Erickson
Alex Michael Erickson (Darlington, 6 novembre 1992) è un giocatore di football americano statunitense che milita nel ruolo di wide receiver, kick returner e punt returner per i Los Angeles Chargers della National Football League (NFL). Fu ingaggiato per la prima volta dai Cincinnati Bengals nel 2016, dopo non essere stato scelto da nessuna squadra nel corso del draft NFL 2016. Al college giocò a football con i Wisconsin Badgers.

## Carriera
Nel 2016 Erickson firmò un contratto con i Cincinnati Bengals, dopo non essere stato scelto da nessuna squadra nel corso del draft.
Durante la sua prima stagione coi Bengals fu impiegato principalmente come kick returner e punt returner, oltre che come wide receiver di riserva.
Nel complesso, durante la sua prima stagione da professionista, Erickson ricevette 6 passaggi (per un totali di 71 yard) oltre che ad una media di 27,9 yard guadagnate per ogni kickoff e 7 yard per ogni ritorno su punt.
Il 19 novembre 2017, durante la gara contro i Denver Broncos, Erickson mise a segno il suo primo touchdown, su un passaggio di 29 yard di Andy Dalton.